# Anaulacomera triangulata
Anaulacomera triangulata är en insektsart som beskrevs av Piza Jr. 1952. Anaulacomera triangulata ingår i släktet Anaulacomera och familjen vårtbitare. Inga underarter finns listade i Catalogue of Life.